# Chemical Industry and Chemical Engineering Quarterly
 Chemical Industry & Chemical Engineering Quarterly  (CI&CEQ) је међународни научни часопис који излази као самостално издање од 2005. године и објављује радове из фундаменталних истраживања од значаја за хемијску индустрију, хемијско инжењерство и сродне области.

## О часопису
Радови који се објављују могу се сврстати у две главне области: једна је примењена хемија, која се бави применом основних хемијских наука у индустрији а друга је хемијско инжењерство које се бави претварањем хемијских и биохемијских сировина у различите производе као и пројектовањем и операционализацијом постројења и опреме.
Часопис прихвата за публиковање оригиналне, рецензиране радове. 
Часопис је у отвореном приступу.

### Историјат
Часопис Chemical Industry & Chemical Engineering Quarterly настао је од часописа Хемијска индутрија чија су четири броја годишње од 1995. године публикована у потпуности на енглеском језику.
Године 2005. Chemical Industry & Chemical Engineering Quarterly публикује се као самостално издање са својим ISSN бројем и ознаком 11. Волумена пратећи континуитет публикација на енглеском језику.

### Периодичност излажења
Излази квартално.

## Уредници
- Дејан Скала 2005-2007
- Влада Вељковић 2007-

## Аутори прилога
Аутори прилога су еминентни истраживачи из земље и иностранства

## Теме
- хемијско и биохемијско инжењерство
- процесно инжењерство
- инжењерство заштите животне средине
- инжењерство материјала
- фармацеутско и козметичко инжењерство
- прехрамбено инжењерство
- технолошки процеси

## Електронски облик часописа
Од 2013. године часопис излази у електронском облику.

## Индексирање у базама података и категоризација
- Web of Science
- Joural Citation Reports/Science Edition[2]
- Scopus
- DOAJ
- EBSCO
- doiSerbia
- Српски цитатни индекс

Часопис је категорисан као М23 и припада групи међународних часописа.